# Шёпот (фильм, 1990)
«Шёпот» (англ. Whispers) — фильм режиссёра Дугласа Джексона. Другое название — «Шорохи». Экранизация произведения, автор которого — Дин Р. Кунц.

## Сюжет
Хилари — одинокая женщина, которая собирает истории о знаменитостях. Ей приходится знакомиться с большим количеством людей. Однажды она сталкивается с человеком по имени Бруно, который начинает её преследовать. Бруно считает, что она очень похожа на его возлюбленную, которая его отвергла. Между ними происходит схватка, и Хилари, защищаясь, наносит Бруно несколько ран ножом. Через несколько дней после того, как Бруно был похоронен, он возвращается и снова преследует Хилари, которой все окружающие отказываются верить.

## В ролях
- Виктория Теннант — Хилари Томас
- Жан Леклерк — Бруно Клавел (в книге — Бруно Фрай)
- Крис Сарандон — Тони
- Питер Макнилл — Фрэнк
- Линда Соренсен — Кайла
- Эрик Кристмас — Джошуа
- Кит Найт — Аврил
- Джеки Берроуз — Миссис Янси
- Власта Врана — шериф Лауренски
- Том Рэк — доктор Рудж

## Съёмочная группа
- Продюсеры: Дон Кармоди, Джон Даннинг
- Исполнительный продюсер: Андре Линк

## Премии и награды
- 1991 — фильм получил награду CSC Award в номинации «Лучшая операторская работа в полнометражном фильме»

## Слоган
- Fear shouts. Terror whispers.